# Henri Lefebvre
Henri Lefebvre (Hagetmau, 16 giugno 1901 – Pau, 29 giugno 1991) è stato un filosofo, sociologo, geografo, urbanista, saggista e partigiano francese.

## Biografia
Nasce a Hagetmau nel dipartimento delle Landes, ma cresce a Navarrenx, a contatto con la realtà basca. Madre cattolica e padre protestante. Frequenta il Lycée Louis Le Grand di Aix-en-Provence, dove presso i Gesuiti locali studia filosofia al corso di Maurice Blondel, filosofo cattolico fondatore fra gli altri, con il suo L'Action, della democrazia cristiana francese. Lì approfondisce il pensiero di Sant'Agostino, il libro decimo delle Confessioni in particolare. Si apre la strada così al pensiero giansenista e alla filosofia di Pascal, ma già a quindici anni legge per conto suo Nietzsche e Spinoza. Nel 1921 è alla Sorbona di Parigi, dove studia il razionalismo borghese alla cattedra di Leon Brunschvicg, allievo di Henri Bergson, laureandosi nel 1925. Appartiene al gruppo dei filosofi con Paul Nizan, Pierre Mohrange, Georges Politzer, Georges Friedmann, Norbert Guterman in opposizione e lotta a quello dei poeti (André Breton, Paul Eluard, Antonin Artaud e gli altri), detto anche surrealisti.
Nelle riviste del gruppo Esprit e Philosophie, H. L. pubblica due articoli, Le Même et l'Autre e Esquisse d'une philosophie de la conscience, coi quali introduce per la prima volta nella letteratura filosofica il concetto di esistenzialismo. Ciò accade in pari tempo e con significato diverso dall'esistenzialismo di Gabriel Marcel, ma certamente prima di J. P. Sartre, al quale l'esclusiva del termine è attribuita ingiustamente. 
Nel 1928 i filosofi entrano in blocco nel Pcf, allora denominato ancora SFIC (Séction Française de l'Internationale Communiste). Dal 1930 al 1940 è professore di filosofia ai licei di Privas, Montargis, Brest ecc., dove insegna Nietzsche e Marx, i cui testi cosiddetti giovanili introduce in Francia insieme a Gutermann. L'attività intellettuale di quel decennio si svolge sotto l'ala e il controllo del Pcf, ma Lefebvre riesce a mantenere la propria libertà di pensiero e di ricerca nonostante il pesante clima staliniano.
Nel 1940 raggiunge la resistenza francese. Dal 1944 al 1949, è direttore della Radiodiffusione francese, una stazione radio situata presso Tolosa. 
Il 1º ottobre 1948 entra nel CNRS diventandovi Maître (1954) e Directeur à recherches (1960).  Durante gli anni cinquanta, l'evoluzione del suo pensiero si concentra sulla teoria sociale marxista. Il suo fermo rifiuto dello stalinismo gli varrà l'espulsione dal Partito comunista francese nel 1958 per la pubblicazione di Les problémes actuelles du marxisme. In realtà il PCF non avrà il tempo di espellerlo perché Lefebvre, sospeso dopo il processo interno ma prima del decreto, uscirà dal partito "da sinistra", mantenendo il marxismo contro la concezione staliniana della politica, del partito e dello Stato. Le posizioni sono contenute nel suo "La somme et le reste" (1959, ed. La Nef de Paris - Prix de la Critique littéraire 1959).
Nel 1960 firma il manifesto dei 121 per il diritto all'insubordinazione nella Guerra d'Algeria, ma già fa parte attiva dei Situazionisti francesi di Guy Debord e Raoul Vaneigem. All'interno di questo gruppo, denominato esattamente Internationale Situationniste, H. L. sviluppa e apporta interamente la sua personale teoria marxista dell'urbano, con lo scopo di riscattare la vita quotidiana dall'inautenticità e dalla banalità in cui la moderna società capitalistica la relega.
Nel 1962 diventa professore di sociologia all'Università di Strasburgo, poi dal 1965 al 1968 presso l'Università di Parigi X-Nanterre. Influenza direttamente gli studenti che saranno protagonisti del Maggio francese, specialmente col discusso suo libro La proclamation de la Commune (Gallimard, 1965), pubblicando poi un'analisi a caldo degli eventi. Finirà la sua carriera all'Institut d'Urbanisme de Paris, ma è considerato tuttora uno dei massimi esponenti mondiali del pensiero marxista non dogmatico, cioè critico e aperto a nuovi sviluppi.

## Il pensiero
Nella sua elaborazione del materialismo dialettico l'individuo e la prassi concreta occupano un posto centrale. Proponendo un'antropologia sociale alternativa, Henri Lefebvre ha sostenuto la necessità di affrancare la quotidianità dal ruolo che essa svolge nel capitalismo, dove serve soltanto a riprodurre le caratteristiche imposte alla vita collettiva da parte della classe dominante. L'abitudine, con la sua temporalità inautentica in quanto astorica, non farebbe altro che riprodurre e perpetuare i rapporti sociali dati. La quotidianità è una sorta di deposito sotterraneo all'interno del quale si sedimentano le convenzioni e le menzogne del potere, è qui che si trova la barriera che impedisce alla fantasia e all'inventiva individuali di trovare le vie per una propria espressione autonoma.
Di qui il suo interessamento per l'arte, intesa non tanto nella sua autonomia quanto piuttosto come mezzo per un'espressione estetica capace di mostrare il carattere infondato della convenzionalità della vita di tutti i giorni. L'arte moderna pone le condizioni per la soppressione della quotidianità. Queste teorie si riferiscono all'esperienza e alla riflessione del movimento surrealista, al quale Lefebvre prese parte in gioventù. La trilogia "Critica della vita quotidiana" (1947, 1961, 1981) presenta in maniera approfondita questo pensiero.
La critica della vita quotidiana fu di ispirazione anche per l'Internazionale situazionista, e influenzò le idee del Maggio francese.

### Sulla critica della vita quotidiana
- Critique de la vie quotidienne, vol. I, L'Arche, Paris 1947 (ampliata e ripubblicata poi nel 1958), trad. it., Critica della vita quotidiana, Vol. I, Dedalo, Bari, 1977.
- Critique de la vie quotidienne, vol. II, L'Arche, Paris, 1962, trad. it. di V. Bonazza, Critica della vita quotidiana, Dedalo, Bari, voll. II, 1977.
- Critique de la vie quotidienne, III. De la modernité au modernisme (Pour une métaphilosophie du quotidien), 1981, L'Arche; trad. it. Critica della vita quotidiana, Dedalo, Bari, 1977.
- Critique de la vie quotidienne, Vol. III, L’Arche, Paris, 1981.
- La vie quotidienne dans le monde moderne, Gallimard, Paris, 1968, trad. it. parziale a cura di P. Jedlowski, La vita quotidiana nel mondo moderno, Il Saggiatore, Milano, 1979.
- Éléments de rythmanalyse. Introduction à la connaissance des rythmes, Syllepse, Paris, 1992; trad. it.: Elementi di ritmanalisi. Introduzione alla conoscenza dei ritmi, a cura di Guido Borelli, Letteraventidue, Siracusa 2020.

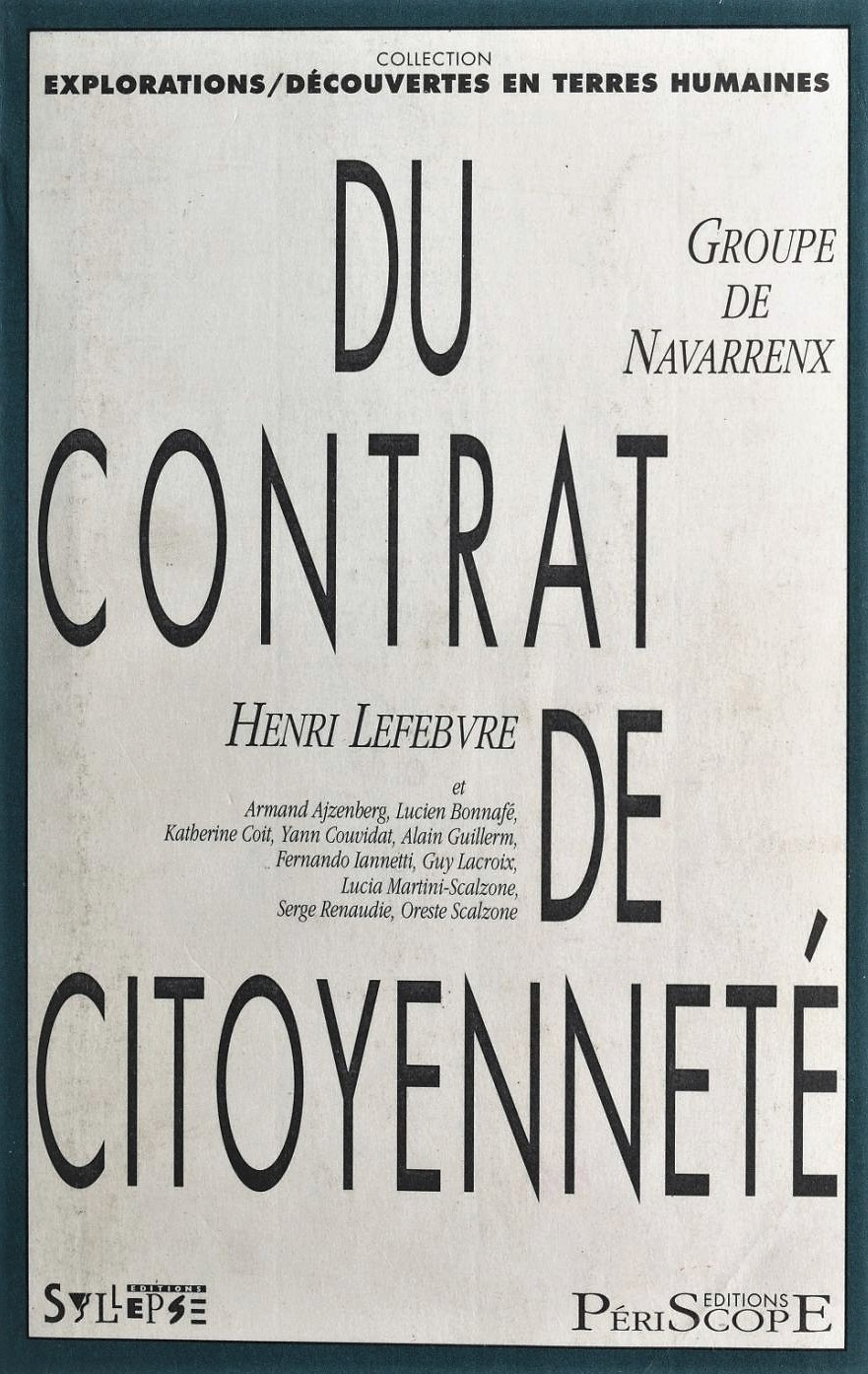
Du contrat de citoyenneté, du Groupe de Navarrenx (Armand Ajzenberg, Lucien Bonnafé, Katherine Coit, Yann Couvidat, Alain Guillerm, Fernando Iannetti, Guy Lacroix, Lucia Martini-Scalzone, Serge Renaudie, Oreste Scalzone), Syllepse et Périscope, Paris 1990.

### La sociologia urbana
- La vallée de Campan - Étude de sociologie rurale, 1963, PUF
- Pyrénées, 1966
- La proclamation de la Commune, Gallimard, Paris, 1965.
- Le Droit à la ville, I, 1968 (seconda edizione); trad. it. Il diritto alla città, Ombre Corte, Verona 2014.
- Le Droit à la ville, II - Espace et politique, 1972; trad. it. Spazio e politica: il diritto alla città II, Ombre Corte, Verona 2018 (con la nuova prefazione di Francesco Biagi).
- La révolution urbaine, Gallimard, Paris, 1970, trad. it.,La rivoluzione urbana, Armando Editore, Roma 1973.
- La Production de l'espace, 1974, Anthropos; trad. it. La produzione dello spazio, Pgreco, Milano 2018.
- Du rural à l’urbain, Anthropos, Paris 1970; trad. it. Dal rurale all'urbano, Guaraldi, Rimini 1973.
- Il marxismo e la città (con prefazione di Francesco Biagi), Pgreco, Milano 2022.
- il tempo degli equivoci, Pgreco, Milano 2015.
- Nel 1970 è fondatore, insieme a Anatole Kopp, della rivista Espaces et sociétés.
- Architecture et sciences sociales, 1970, seminario di Port Grimaud, Groupe de Sociologie urbaine de Paris X-Nanterre.
- Du contrat de citoyenneté, con il Groupe de Navarrenx (Armand Ajzenberg, Lucien Bonnafé, Katherine Coit, Yann Couvidat, Alain Guillerm, Fernando Iannetti, Guy Lacroix, Lucia Martini-Scalzone, Serge Renaudie, Oreste Scalzone), Syllepse et Périscope, Paris 1990.

### Opere di Henri Lefebvre
H. Lefebvre, La conscience mystifiée, Editions Syllepse, Paris, 1999 (1936).
H. Lefebvre, N. Guterman, Introduction aux morceaux choisis de Karl Marx, Gallimard, Paris, 1934.
H. Lefebvre, N. Guterman, La conscience mystifiée, Gallimard, Paris, 1936 (Syllepse, Paris, 1999).
H. Lefebvre, N. Gutterman, Morceaux choisis de Hegel, Gallimard, Paris, 1938.
H. Lefebvre, N. Gutterman, Cahiers de Lénine sur la dialectique de Hegel, Gallimard, Paris, 1938.
H. Lefebvre, Le materialisme dialectique, Alcan, Paris, 1940 (edizione che poi è stata messa all'indice, distrutta e ripubblicata dal 1947 per mezzo della «Presses universitaires de France», la cui ultima edizione è del 1990), trad. it. di A. Natoli, Il materialismo dialettico, Einaudi, Torino, 1949 (1975).
H. Lefebvre, Le nationalisme contre le nations, Éditions Sociales Internationales, Paris, 1937 (riedita poi nel 1988 da «Méridiens Klincksieck» con una prefazione di Michel Trebitsch e la postfazione di Henri Lefebvre).
H. Lefebvre, Hitler au pouvoir, bilan de cinq années de fascisme en Allemagne, Bureau d'éditions, 1938, trad. it. di C. Casalini, Hitler al potere. Cinque anni di nazismo in Germania, Ed. Medusa, Milano, 2012.
H. Lefebvre, Nietzsche, Éditions Sociales Internationales, Paris, 1939 (Syllepse, Paris, 2002).
H. Lefebvre, L'Existentialisme, Éditions du Sagittaire, Paris, 1946 (Anthropos, Paris, 2001).
H. Lefebvre, Karl Marx: metaphilosophie de la liberté, Presses Universitaires de Sainte Gemme, Paris, 2012 (ed. or. Marx et la liberté, Éditions des Trois Collines, Genève, 1947); in italiano è presente un'edizione ormai introvabile della casa editrice Edizioni Avanti con la presentazione di Franco Fortini e la traduzione di Mario Bergesio: Id., La libertà marxista, Edizioni Avanti, Milano, 1947.
H. Lefebvre, Logique formelle et logique dialettique, Éditions Sociales, Paris, 1947. La seconda edizione è di Anthropos, Paris, 1969. La terza edizione è di Messidor-Éditions sociales, Paris, 1982.
H. Lefebvre, Pour connaître la pensée de Karl Marx, Bordas, Paris, 1948 (con diverse ristampe fino al 1956, la quale porta con sé una nuova prefazione).
H. Lefebvre, Critique de la vie quotidienne, vol. I, L'Arche, Paris 1947 (ampliata e ripubblicata poi nel 1958), trad. it., Critica della vita quotidiana, Vol. I, Dedalo, Bari, 1977.
H. Lefebvre, Diderot, Les Éditeurs français réunis, Paris, 1948 (riedito poi nel 1983 con il titolo Diderot ou les affirmations fondamentales du matérialisme, L'Arche, Paris).
H. Lefebvre, Pascal, vol. I, Nagel, Paris, 1948.
H. Lefebvre, Contribution à l'esthétique, Éditions Sociales, Paris, 1953 (Anthropos, Paris, 2001).
H. Lefebvre, Pascal, vol. II, Nagel, Paris, 1954.
H. Lefebvre, Musset, L'Arche, Paris, 1955 (1970).
H. Lefebvre, Rabelais, Les Éditeurs français réunis, Paris, 1955 (Anthropos, Paris, 2001).
H. Lefebvre, Pignon, Falaise, Paris, 1956 (poi ampliato, rivisto e ripubblicato nel 1970 da «Le Musée de poche»).
H. Lefebvre, Pour connaître la pensée de Lénine, Bordas, Paris, 1957.
H. Lefebvre, Vers un romantisme révolutionnaire, Lignes, Paris 2011 (prima ed. 1957).
H. Lefebvre, Problémes actuels du marxisme, PUF, Paris, 1958.
H. Lefebvre, La somme et le reste, La nef de Paris, Paris, 2 voll., 1959 (Anthropos, Paris, 2009).
H. Lefebvre, Introduction à la modernité, Éditions de Minuit, Paris, 1962.
H. Lefebvre, Critique de la vie quotidienne, vol. II, L'Arche, Paris, 1962, trad. it. di V. Bonazza, Critica della vita quotidiana, Dedalo, Bari, voll. II, 1977.
H. Lefebvre, La vallée de Campan: Étude de sociologie rurale, PUF, Paris, 1963.
Cfr.: K. Marx, Karl Marx, Œuvres choisies, voll. II, Gallimard, Paris, 1963-1964.
H. Lefebvre, Marx, PUF, Paris, 1964.
H. Lefebvre, Métaphilosophie, Paris, Syllepse, 2000 (ed. or. Éditions de Minuit, Paris, 1965).
H. Lefebvre, La proclamation de la Commune, Gallimard, Paris, 1965.
H. Lefebvre, Pyrénées, Cairn, Paris 2000 (prima ed. 1965).
Henri Lefebvre, Le Langage et la société, Paris, Gallimard, 1966, trad. it., Linguaggio e società, Firenze, Valmartina Editore, 1971.
H. Lefebvre, Sociologie de Marx, PUF, Paris 1966, trad. it., La sociologia di Marx, Il Saggiatore, Milano, 1969.
H. Lefebvre, Le marxisme, PUF, Paris, 2003 (1966) giunto ormai alla ventitreesima edizione (Id., Il marxismo visto da un marxista, Garzanti, Milano, 1954).
H. Lefebvre, Position: contre les technocrates, Gonthier, Paris, 1967 (ripubblicato nel 1971 con il titolo Vers le cybernanthrope, contre les technocrates, Denoël-Gonthier, Paris).
H. Lefebvre, La vie quotidienne dans le monde moderne, Gallimard, Paris, 1968, trad. it. parziale a cura di P. Jedlowski, La vita quotidiana nel mondo moderno, Il Saggiatore, Milano, 1979.
H. Lefebvre, Le droit à la ville, Anthropos, Paris 1968; trad. it., Il diritto alla città, Ombre Corte, Verona, 2014.
H. Lefebvre, L’irruption de Nanterre au sommet, Syllepse, Paris 1998 (prima ed. 1968).
H. Lefebvre, Bilan d'un siècle et de deux demi siècles (1867-1917-1967), in Victor Fay (a cura di), Enpartant du 'Capital', Anthropos, Paris, 1968, pp. 115-42, trad. it., Id., Bilancio di un secolo cento anni dopo il Capitale, in Victor Fay (a cura di), Cent'anni dopo il Capitale, Samonà e Savelli, Roma, 1970, pp. 105-125.
H. Lefebvre, Du rural à l’urbain, Anthropos, Paris 1970, trad. it., Dal rurale all’urbano, Guaraldi Editore, Rimini, 1973.
H. Lefebvre, La révolution urbaine, Gallimard, Paris, 1970, trad. it., La rivoluzione urbana, Armando Editore, Roma, 1973.
H. Lefebvre, Le manifeste différentialiste, Gallimard, Paris, 1970, trad. it. di F. Giaffreda, Il manifesto differenzialista, Dedalo, Bari, 1980.
H. Lefebvre, La fin de l’historie, Anthropos, Paris 2001 (prima ed. 1970), trad. it., La fine della storia. Epilegomeni, Sugar, Milano, 1972.
H. Lefebvre, Au-delà du structuralisme, Anthropos, Paris, 1971.
H. Lefebvre, La pensée marxiste et la ville, Casterman, Paris 1972; trad. it., Il marxismo e la città, prefazione di Francesco Biagi, Pgreco, Milano 2022.
H. Lefebvre, Espace et politique. Le droit à la ville II, Anthropos, Paris 1972, trad. it., Spazio e politica. Diritto alla città II, introduzione di Francesco Biagi, Ombre Corte, Verona 2018.
H. Lefebvre, La survie du capitalisme. La reproduction des rapports de production, Anthropos, Paris, 1973 (Anthropos, Paris, 2002).
H. Lefebvre, La production de l’espace, Anthropos, Paris 1974; trad. it., La produzione dello spazio, Pgreco, Milano 2018.
H. Lefebvre, Le temp des méprises, Stock, Paris, 1975, trad. it., Il tempo degli equivoci, Pgreco Edizioni, Milano 2015.
H. Lefebvre, Hegel Marx Nietzsche ou le royaume des ombres, Casterman, Paris, 1975.
H. Lefebvre, L'Ideologie structuraliste, Seul, Paris, 1975.
H. Lefebvre, De l'État, 4 volumi, Union Générale d’Éditions, Paris, 1976-1978, trad. it. di E. Catalano e R. Licino, Lo Stato, 4 volumi, Dedalo, Bari, 1976-1978 (1994).
H. Lefebvre, La révolution n'est plus ce qu'elle était, Éditions Libres-Hallier, Paris, 1978, trad. it. di F. Giaffreda, La rivoluzione non è più quella, Dedalo, Bari, 1980.
H. Lefebvre, La présence et l'absence, Casterman, Paris, 1980.
H. Lefebvre, Une pensée devenue monde, Fayard, Paris, 1980, trad. it. A. M. Tonazzi, Abbandonare Marx?, Editori Riuniti, Roma, 1983.
H. Lefebvre, Critique de la vie quotidienne, Vol. III, L’Arche, Paris, 1981.
H. Lefebvre, Qu'est-ce penser?, Publisud, Paris, 1985.
H. Lefebvre, Le retour de la dialectique. Douze mots-clefs pour le monde, Messidor-Éditions sociales, Paris, 1986.
H. Lefebvre, Lukacs 1955, Aubier-Montaigne, Paris, 1986.
H. Lefebvre, Toward a Leftist Cultural Politics: Remarks Occasioned by Centenary of Marx’s Death, in C. Nelson, L. Grossberg (a cura di), Marxism and the Interpretation of Culture, London, Mcmillan, 1988.
H. Lefebvre, P. Latour, F. Combes, Conversation avec Henri Lefebvre, Messidor, Paris, 1991.
H. Lefebvre, Du contrat de citoyenneté, Syllepse et Périscope, Paris, 1991.
H. Lefebvre, Éléments de rythmanalyse. Introduction à la connaissance des rythmes, Syllepse, Paris, 1992; trad. it.: Elementi di ritmanalisi. Introduzione alla conoscenza dei ritmi, a cura di Guido Borelli, Letteraventidue, Siracusa 2020.

#### Articoli e interviste di Henri Lefebvre
H. Lefebvre, 7 Manifestes Dada, “Philosophies”, n. 4, 1924.
H. Lefebvre, Du culte de l’Esprit au materialisme dialectique, in Cahiers de revendications. Onze témoignages, “Nouvelle Revue Française”, n. 232, dicembre 1932.
H. Lefebvre, Le fascisme en France, “Avant-Poste”, n. 1, 1933.
H. Lefebvre, L'exclu s'inclut (Les Temps modernes, n. 149, juillet, 1958, pp. 226-237).
H. Lefebvre, Le soleil crucifié, “Les Temps modernes”, n. 155, 1959, pp. 1016-1029 (estratto indedito di La somme et le Reste prima dell’uscita).
H. Lefebvre, La signification de la Commune, “Arguments”, n. 27-28, 1962, pp. 11-19 (La rivista Arguments è disponibile online al link http://archivesautonomies.org/spip.php?rubrique487 ).
H. Lefebvre, Réflexions sur la politique de l’espace, in “Espaces et Société”, n. 1, 1970, pp. 3-12, poi ripubblicato con il titolo La politica dello spazio in Id., Spazio e politica. Diritto alla città 2, cit., pp. 51-66.
H. Lefebvre, La reproduction des rapports de production, «L’Homme et Societé», n.22, 1971, pp. 3-23 (parte I).
H. Lefebvre, La reproduction des rapports de production, «L’Homme et Societé», (suite) n. 23, 1972 pp. 3-22 (parte II), trad. it., H. Lefebvre, La vita quotidiana nel mondo moderno, cit., pp. 157-222.
H. Lefebvre, Les autres Paris, in «Espaces et Sociétés», n. 13-14, Octobre – Janvier, 1974-1975, pp. 185-192.
H. Lefebvre, Introduction à l’espace urbain, in «Metropolis. Urbanisme planification régionale environnement», n. 22, ottobre 1976, pp. 24-31.
H. Lefebvre, Le vent du Sud, in "Le Monde", 7 Janvier 1978 - Trad. it. di Fernando Giaffreda, Il vento del Sud, in "Praxis - Nuova Serie, n. 6 settembre 1982.
G. Burgel, H. Lefebvre, Entretien avec Henri Lefebvre: Henri Lefebvre répond à Villes en parrallèle, «Villes en parrallèle», n. 7, 1983, pp. 51-63, trad. inglese a cura di E. Kofman, An interview with Henri Lefebvre, «Environment and Planning», n. 5, 1987, p. 35.
H. Lefebvre, Entretien avec Henri Lefebvre: de l’urbain à la ville, in «Revue Techniques et Architecture», n. 359, avril - mai, 1985.
H. Lefebvre, Hors du centre, point de salut?, in “Espaces Temps”,  n. 33, 1986, pp. 17-19.
Henri Lefebvre ou le fil du siècle. Intervista audiovisiva a cura di R. Sangla, J. De Bonis, trasmessa da Canal 3, 27 giugno 1988. Consultabile presso la Biblioteca Nazionale Francese a Parigi.
H. Lefebvre, Quand la ville se perd dans la métamorphose planétaire, in «Le Monde Diplomatique», n. 89, maggio 1989, pp. 16-17. Poi ripubblicato due volte nella rivista Manière de voir che ha come editore il medesimo mensile Le Monde Diplomatique: Id., Banlieue, numero monografico di Manière de voir, n. 89, octobre-novembre 2006 e Id., L'urbanisation du monde, numero monografico di Manière de voir, n. 114, décembre 2010 - janvier 2011. La traduzione italiana a cura di Niccolò Cuppini è la seguente: Id., Quando la città si dissolve nella metamorfosi planetaria, in «Scienza & Politica», vol. XXIV, n. 56, 2017, pp. 223-239 (disponibile al link: https://scienzaepolitica.unibo.it/article/view/7159 ).
H. Lefebvre, K. Ross, Lefebvre on the Situationists: An Interview, in «October», n. 79, Winter 1997, pp. 69-84.

### Sulla vita
- (FR)  Henri Lefebvre, La Somme et le reste, Bélibaste, (autobiografico)
- (FR)  Rémi Hess, Henri Lefebvre et l'aventure du siècle, Paris : A.M. Métailié, 1988
- (FR)  Vincent Cespedes, Mai 68, La philosophie est dans la rue! (Larousse, collection « Philosopher », 2008).